# الكسندر غروبر
الكسندر غروبر (بالألمانية: Alexander Gruber)‏ هو متزلج جماعي ألماني، ولد في القرن العشرين.